# Contra (серія відеоігор)
Contra (яп. 魂斗羅) — серія популярних японських відеоігор в жанрі шутера («біжи і стріляй»), випущених компанією Konami. Перша гра серії з'явилася в 1987 році у вигляді аркадного ігрового автомата, пізніше серія отримала велику популярність завдяки випуску на гральних консолях.

## Ігровий процес

Contra (1987)

Contra істотно вплинула на розвиток жанру «біжи і стріляй», який поєднує елементи платформера та шутера. Гравець чи двоє гравців керують героями гри, солдатами, що б'ються з противниками за допомогою різної зброї. В більшості ігор серії відсутні очки здоров'я, таким чином, гравець повинен уникати зіткнення свого персонажа з будь-яким ворожим об'єктом — герой може для цього лягати на землю, перестрибувати кулі, а також ховатися з головою під воду.
Велика частина ігор серії використовує двомірну графіку. Ігри включають рівні різних типів — з видом збоку і горизонтальної або вертикальної прокруткою, рівні з видом зверху і «ззаду». У 1996 році вийшла перша гра серії, що використовує тривимірну графіку — Contra: Legacy of War. Вона не отримала успіху, і наступні ігри серії використовували як двомірну, так і тривимірну графіку з виглядом збоку.

## Сюжет
Дії оригінальної Contra і декількох її продовжень розгортаються на планеті Земля в XXVII столітті, а головними героями виступають Білл Райзер і Ленс Бін, два бійці повстанського спецпідрозділу під кодовою назвою «Контра». Обидва персонажа названі на честь акторів, що знялися у фільмі «Чужі»: ім'я першого запозичене у акторів Білла Пекстона і Пола Райзера, другого — у Ленса Генріксена і Майкла Біна. За наказом «Контри» герої послані на боротьбу з армією прибульців, які атакують планету за участю чудовиськ і земної терористичної армії.
Деякі пізні ігри, випущені після Contra III: The Alien Wars, відійшли від первинної ідеї. Наприклад, події Contra Force відбуваються не в майбутньому, а в теперішньому на час виходу гри часі (1992 рік); в Contra: Hard Corps протагоністами виступають зовсім інші персонажі, ніяк не пов'язані з оригінальними. Після довгої відсутності Білл Райзер знову з'являється в Contra: Shattered Soldier, де грає роль засудженого військового злочинця, покликаного протистояти колишньому напарнику Ленсу, який став лідером терористичної організації. Найпізніша в хронологічному плані Neo Contra описує пригоди Білла в 4444, але цей Білл виявляється клоном, створеним через 1800 років після смерті свого прототипа. Contra 4 повертається до звичної схеми, Білл і Ленс знову протистоять інопланетному вторгненню перед подіями Contra: Shattered Soldier.

## Ігри серії
| 1987 | Contra                     |
| 1987 | Super Contra               |
| 1988 |                            |
| 1989 |                            |
| 1990 |                            |
| 1991 | Operation C                |
| 1992 | Contra III: The Alien Wars |
| 1992 | Contra Force               |
| 1993 |                            |
| 1994 | Contra: Hard Corps         |
| 1995 |                            |
| 1996 | Contra: Legacy of War      |
| 1997 |                            |
| 1998 | C: The Contra Adventure    |
| 1999 |                            |
| 2000 |                            |
| 2001 |                            |
| 2002 | Contra: Shattered Soldier  |
| 2003 |                            |
| 2004 | Neo Contra                 |
| 2005 |                            |
| 2006 |                            |
| 2007 | Contra 4                   |
| 2008 |                            |
| 2009 | Contra ReBirth             |
| 2010 |                            |
| 2011 | Hard Corps: Uprising       |
| 2012 |                            |
| 2013 |                            |
| 2014 |                            |
| 2015 |                            |
| 2016 |                            |
| 2017 |                            |
| 2018 |                            |
| 2019 | Contra: Rogue Corps        |
| 2020 |                            |
| 2021 |                            |
| 2022 |                            |
| 2023 |                            |
| 2024 | Contra: Operation Galuga   |

### Основна серія
Contra (Arcade, NES, MSX2, DOS, C64, CPC, ZX) (1987)
Перша гра серії. Багато характерних особливостей серії як зброя, посилення та гра вдвох походять саме з неї. Гра поєднувала вигляд збоку та ззаду, який імітував тривимірне середовище. Версія для NES в цілому ідентична версії з аркадних автоматів, але має довші рівні та деякі невеликі відмінності. В Японії Famicom-версія використовувала чип VRC2, який дозволяв відтворювати анімацію фонів та відеовставки, відсутні у версії для NES в Європі та Північноамериканському регіоні.
Super Contra (Arcade, NES, DOS, Amiga) (1988)
Продовження попередньої гри. Початково, як і оригінал, вийшла на аркадні автомати. В Північній Америці мала назву Super C, в Європі та Австралії — Probotector II: Return of the Evil Forces. Головними героями виступають ті самі Білл і Ленс, послані на захоплену прибульцями базу.
Operation C (Game Boy) (1991)
Перша гра в серії, випущена спеціально для портативної платформи. Маючи геймплей, як у Super C для NES, Operation C мала посилення для самонаведення зброї.
Contra III: The Alien Wars (SNES, Game Boy, Game Boy Advance) (1992)
Перша гра серії на 16-бітну консоль, Contra III дозволяла персонажеві гравця застрибувати на стіни і носити два види зброї, а також рідкісні бомби, які знищували більшість ворогів на екрані. Було випущено два сильно модифікованих порти — на Game Boy, названий Contra: The Alien Wars; і в 2002 на Game Boy Advance під назвою Contra Advance: The Alien Wars EX, яка включала деякі рівні з Contra: Hard Corps. В 2007 році гра вийшла на Wii Virtual Console.
Contra Force (NES) (1992)
Contra Force поєднувала стиль біжи і стріляй, вже характерний для серії Contra з системою посилень, подібною до Gradius. Вперше можна було вибирати персонажа, кожен з яких мав власний набір зброї. Події Contra Force відбувалися не в майбутньому, а в час виходу гри, в 1992, і показували боротьбу з терористами.
Contra: Hard Corps (Mega Drive/Genesis) (1994)
Перша Contra для платформи Sega. Hard Corps мала чотирьох персонажів з унікальними наборами зброї та спеціальними можливостями, і нелінійний сюжет, в якому дії гравця впливали на подальші події.
Contra: Legacy of War (PlayStation, Sega Saturn) (1996)
Перша з двох ігор серії, розроблених Appaloosa Interactive, геймплей яких відбувався в повному 3D і перша 32-бітна. Продавалася в комплекті з парою анагліфних окулярів. Перша гра серії, яка видавалася в PAL-регіоні без змін. Японський реліз Legacy of War планувався, але був скасований.
The Contra Adventure (PlayStation) (1998)
Друга гра серії від Appaloosa Interactive. Поєднувала звичайний вид збоку та з інших ракурсів. Contra Adventure вийшла тільки в Північній Америці.
Contra: Shattered Soldier (PlayStation 2) (2002)
Використовувала повністю тривимірну графіку, але вигляд збоку (2.5D). Кожен персонаж мав закріплений набір з трьох видів зброї. Зброю можна було заряджати для потужнішого пострілу. Contra: Shattered Soldier завершувала історію боротьби з прибульцями, розкриваючи чому вони нападали на Землю і хто насправді стоїть за минулими катастрофами.
Neo Contra (PlayStation 2) (2004)
Перша гра серії з виглядом зверху на всіх рівнях. Гравець тепер міг вибирати конфігурацію зброї. Події Neo Contra відбувалися в 4444 році і не зачіпали традиційної для серії боротьби з прибульцями.
Contra 4 (Nintendo DS) (2007)
Розроблена WayForward Technologies. Події Contra 4 розгорталися в 2638, між Contra III і Contra: Hard Corps. Геймплей відбувався на двох екранах. З'явилася можливість користуватися альпіністським гаком. Геймплей наслідував Contra III, з отриманням удосконалень, як у Super Contra. В цій грі повернулися тунельні рівні з виглядом ззаду. З персонажів були доступні як Білл та Ленс, так і персонажі Contra: Hard Corps. Гра не виходила в Європі.
Contra ReBirth (Wii) (2009)
Розроблена M2 і випущена Konami для WiiWare. Геймплей повернувся до двовимірного, наслідуючи 8-бітні та 16-бітні ігри. Білл Райзор та Ягуар Генбей з Neo Contra знову боролися з вторгненням іншопланетян в кількох епохах.
Hard Corps: Uprising (PlayStation 3, Xbox 360) (2011)
Розроблена Arc System Works, це перша Contra без слова «Contra» в назві. Стала доступна в Xbox Live Arcade 16 лютого 2011, та в PlayStation Network 15 березня 2011. Hard Corps: Uprising використовує 2.5D-графіку і нехарактерний для серії стиль аніме. Події відбуваються до оригінальної Contra і є приквелом до Contra: Hard Corps. Серед ігрових персонажів є полковник Бахамут, головний антагоніст Contra: Hard Corps. Початково гра вийшла з двома ігровими персонажами на вибір (Бахамут і Кристал), Konami додала інших персонажів в DLC.
Contra Evolution (Arcade, Android, IPhone, IPad) (2011)
Ремейк оригінальної Contra, випущений 2011 в Китаї і портований на iOS та Android в 2013. Гра має осучаснену графіку, додаткових персонажів, додаткові рівні і систему покупок, щоб отримати нові життя, вдосконалення чи спеціальні можливості.
Contra: Rogue Corps (Nintendo Switch, PlayStation 4, Windows, Xbox One) (2019)
Використовує повністю тривимірний ігровий процес з новими елементами. Зброя тут перегрівається, а між рівнями можна змінювати оснащення свого бійця. Сюжет відбувається через 2 роки після Contra III: The Alien Wars і Contra 4. Включає групу нових головних героїв, Єгерів, які евакуюють цінні речі з постапокаліптичного міста.
Contra: Operation Galuga (Windows, Play Station 4, Play Station 4, Xbox One, Xbox Series X/S, Nintendo Switch) (2024)
Ремейк оригінальної Contra, з осучасненою 2,5D графікою, додатковими рівнями, персонажами (включно з персонажами Hard Corps) та ігровими механіками.

### Скасовані ігри
Contra Spirits 64 (Nintendo 64)
Анонсована наприкінці 1998 для Nintendo 64, ця гра, що розроблялася Konami Computer Entertainment Osaka, але була відмінена, коли команда розробників розпалася.